# Neuville-en-Ferrain
Neuville-en-Ferrain é uma comuna francesa na região administrativa de Altos da França, no departamento do Norte. Estende-se por uma área de 6.18 km². Em 2010 a comuna tinha 10 299 habitantes (densidade: 1 666,5 hab./km²).